# کارپوبروتوس
دُم عقربی یا کارپوبروتوس (نام علمی: Carpobrotus) نام یک سرده از تیره علف‌فرشیان است.

## نگارخانه

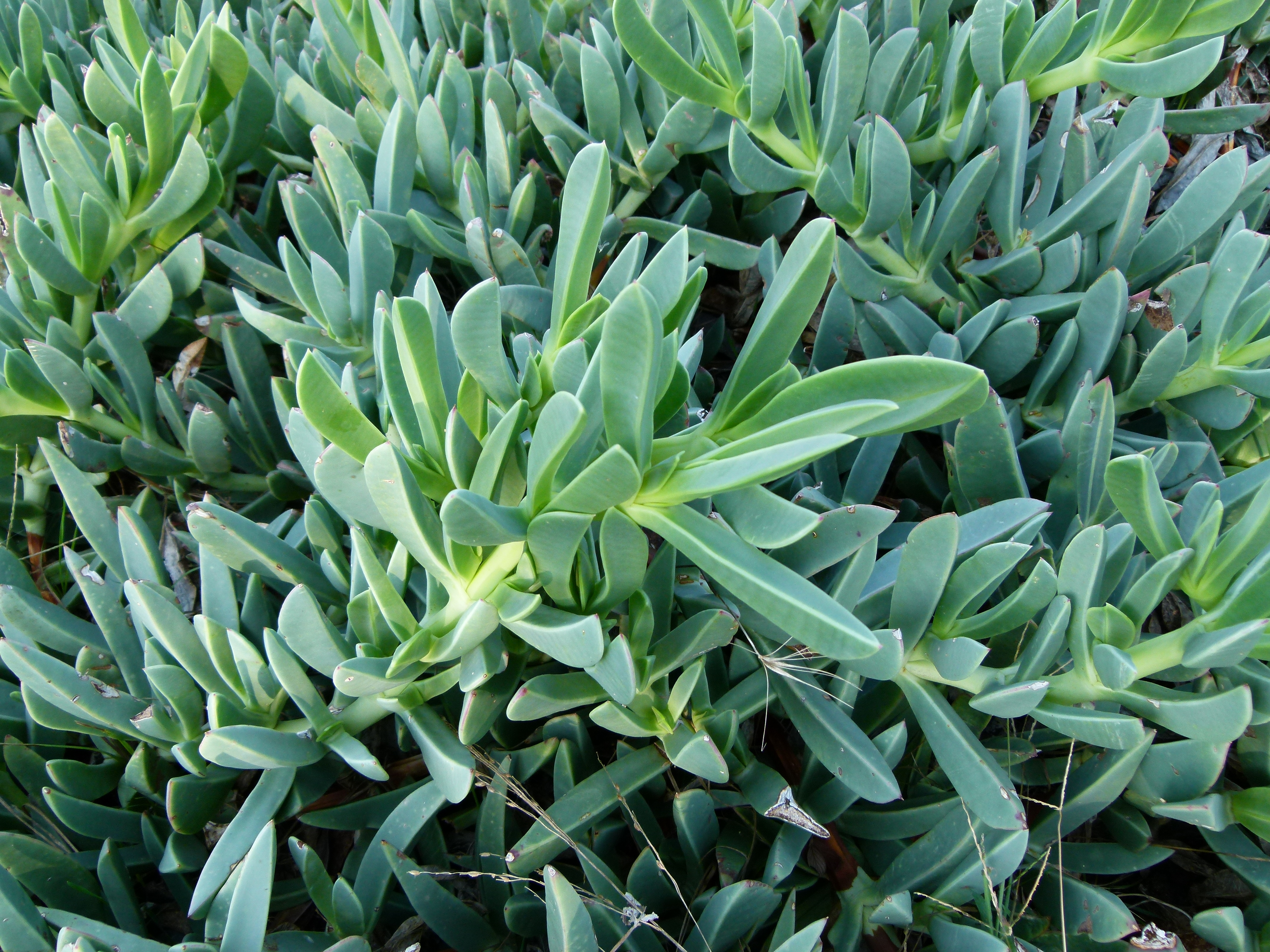
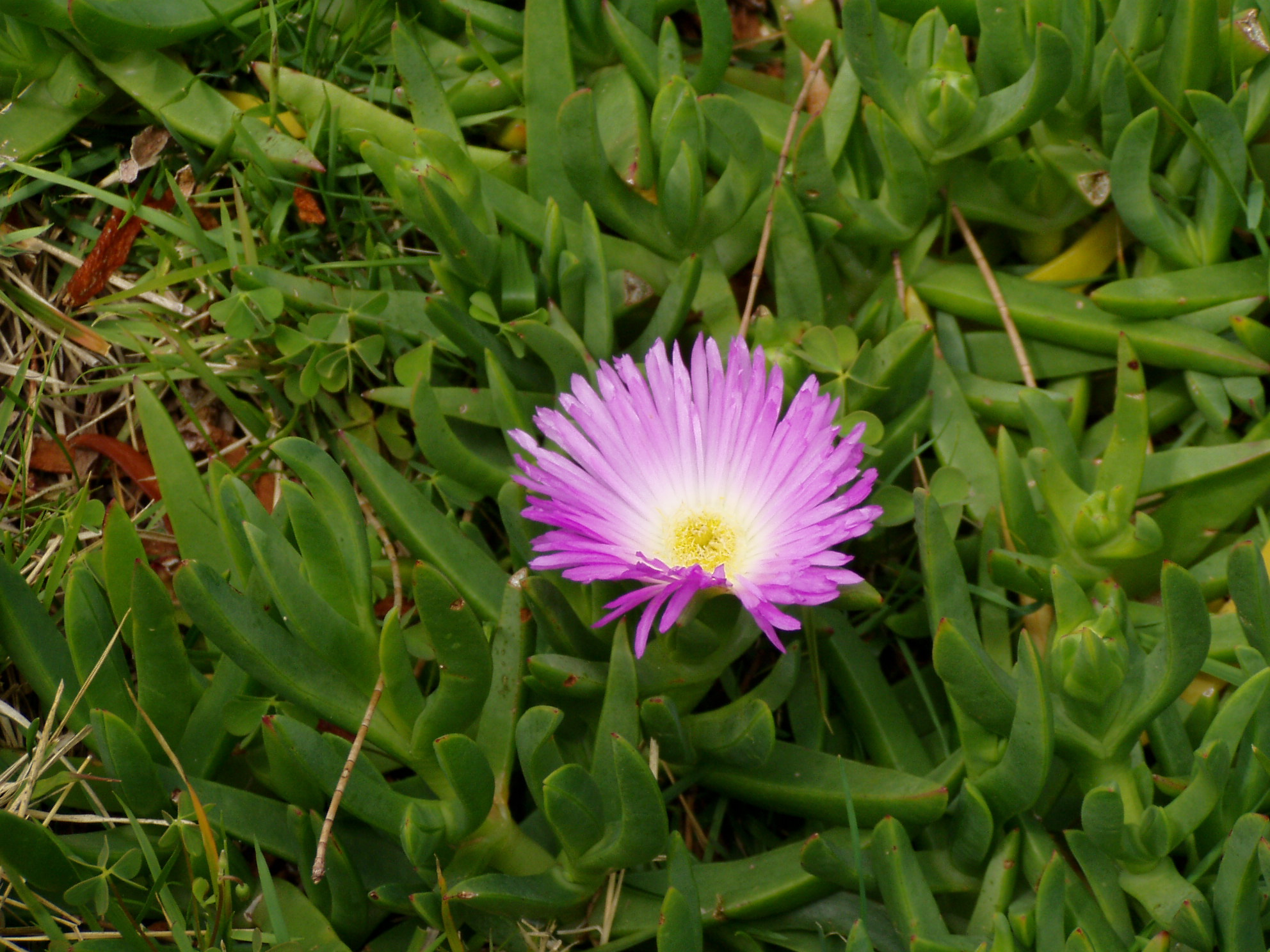
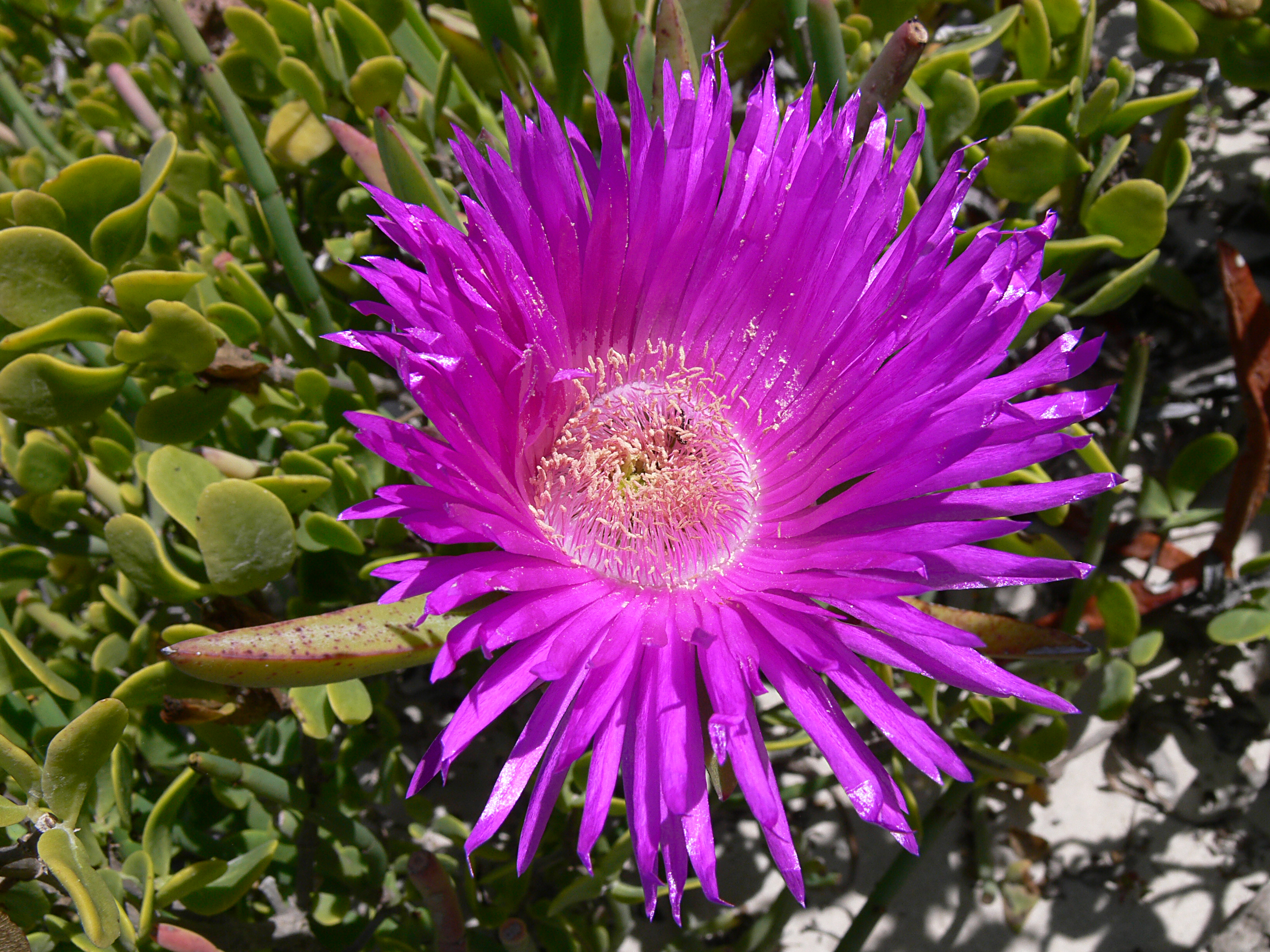